# Monoceros (album)
Monoceros est un album solo d'improvisations au saxophone soprano par le saxophoniste anglais Evan Parker. L'enregistrement est réalisé avec une technique d'enregistrement direct (en), avec l'aide de Numar Lubin, Gerald Reynolds et Michael Reynolds de Nimbus Records.
L'album sort initialement en 1978 sur le label Incus Records d'Evan Parker et Derek Bailey. Il est ré-édité en 1999 par le label Chronoscope, avec des notes historiques détaillées par Steve Lake, puis en 2015 sur le label PSI Records d'Evan Parker.
L'utilisation de l'enregistrement direct, qui supprime le besoin de bande magnétique en enregistrant directement sur le master analogique, permet de se passer de système de réduction de bruit et d'édition. Parker est intéressé par cette technique qui lui permet de reproduire plus fidèlement l'expérience de l'improvisation live, et cherche pendant 2 ans les conditions qui lui permettent d'utiliser cette technique. L'inconvénient est que toute édition est impossible.
Monoceros est une documentation fidèle du jeu d'Evan Parker à la fin des années 1970, et exhaustive de l'ensemble des techniques de jeu étendues que parker développe au saxophone soprano.

## Titres
| No | Titre       | Durée |
| -- | ----------- | ----- |
| 1. | Monoceros 1 | 21:36 |
| 2. | Monoceros 2 | 5:15  |
| 3. | Monoceros 3 | 9:02  |
| 4. | Monoceros 4 | 4:09  |

## Musiciens
- Evan Parker: saxophone soprano